# Splendid (ferry)
Pour les articles homonymes, voir Splendid (homonymie).
Le Splendid est un cruise-ferry de la compagnie italienne Grandi Navi Veloci. Construit de 1993 à 1994 par les chantiers Nuovi Cantieri Apunia de Marina di Carrara, il était à l'origine le sister-ship du Majestic, mis en service un an auparavant. Mis en service juin 1994 entre le continent italien et la Sardaigne, il sera allongé d'environ 25 mètres en 1996. Actuellement, le navire est affecté aux lignes de GNV vers la Sicile ou la Tunisie selon période.

## Histoire

### Origines et construction
En 1992, une nouvelle compagnie est créée à Gênes par l'armateur italien Aldo Grimaldi : Grandi Navi Veloci. Avant même son lancement, Grimaldi commande deux navires destinés à être exploités par le nouvel armement. Le premier d'entre eux, le Majestic, est mis en service en 1993 entre Gênes et Palerme. Le second navire, baptisé Splendid, est conçu comme un sister-ship du Majestic et est prévu pour naviguer entre Gênes la Sardaigne. Sa construction commence peu de temps après le lancement de son jumeau aux chantiers Nuovi Cantieri Apunia de Marina di Carrara. Le navire est lancé le 18 décembre 1993 puis achevé quelques mois plus tard. Il est livré à Grandi Navi Veloci en juin 1994.

### Service
Le Splendid est mis en service en juin 1994, tout d'abord entre Gênes et Palerme puis, à partir de juillet, vers Porto Torres. Tout comme le Majestic, le navire rencontre un véritable succès, si bien qu'en 1995, une mini croisière est organisée entre Gênes, Palerme, La Valette et Tunis.
En 1996, le succès rencontré par la compagnie pose néanmoins quelques problèmes. Malgré la mise en service du Fantastic, légèrement plus imposant, en juin, la flotte affiche complet durant l'été. Plutôt que de construire un jumeau du Fantastic, GNV opte pour la jumboïsation du Splendid, qui s'avèrerait moins coûteuse et plus rapide que la construction d'un nouveau navire. En décembre, le Splendid entre aux chantiers Fincantieri de Palerme, le cruise-ferry est ensuite coupé en deux puis se voit ajouter un nouveau tronçon de sa coque mesurant 25,97 mètres.
En 2003, le navire inaugure les lignes internationales à destination de la Tunisie.
Le 23 mai 2013, le Splendid participe à la commémoration du 21e anniversaire de l'assassinat de Giovanni Falcone. À cette occasion, une mini croisière est organisée entre Civitavecchia, Naples et Palerme avec la participation de trois mille enfants.
Le 19 juillet 2015, entre Palerme et Civitavecchia, un passager se brise le fémur. Le navire regagne Palerme afin de débarquer le blessé.
En 2016, Le Splendid est repeint aux nouvelles couleurs de GNV. 
Durant son arrêt technique effectué à Gênes janvier et mars 2020, le navire se voit équipé de scrubbers, système d'épuration des fumées permettant de réduire les émissions de CO2. L'installation de ce dispositif entraîne cependant des modifications au niveau de la cheminée du cruise-ferry qui est entièrement refaite et apparaît désormais plus haute qu'à l'origine.
En raison de l'épidémie de Covid-19 touchant durement l'Italie au cours du mois de mars 2020, le Splendid est réquisitionné et converti en navire-hôpital d'une capacité de 400 patients à Gênes.

## Aménagements

### Installations publiques
Le Splendid propose à ses passagers des installations diverses et variées pendant la traversée principalement situées sur les ponts 6 et 9. Le navire possède deux bars, deux espaces de restauration, une piscine, une boutique, un casino, un centre de bien être, un espace de jeux vidéo, une salle de jeux pour enfants, plusieurs salons fauteuil et un centre de conférences. certaines de ces installations peuvent parfois être fermées durant les traversées.
Parmi les installations du navire, on retrouve :
- Le Sky Bar : Le vaste bar-salon principal situé à la proue du navire sur le pont 6, des divertissements y sont proposés suivant les traversées ;
- Le Baccara : Le piano-bar situé au pont 6 au milieu du navire ;
- L‘Gelataria : Le bar-piscine situé à la poupe du navire sur le pont 7 ;
- L‘Italia : Le self-service du navire situé au milieu sur le pont 6 ;
- Le Pavillon : Le restaurant du navire situé à la poupe sur le pont 6 ;
- La Plaza Arcade : La galerie marchande du navire située au milieu du pont 6 ;
- Le Dream Machine : le casino situé au milieu du pont 6 près du bar salon Baccara ;
- Les salons fauteuils : ils sont situés sur le pont 9 au milieu du navire et sont à la disposition des passagers n'ayant pas de cabines.

### Cabines
Le Splendid possède 456 cabines situées sur les ponts 7 et 8. Pouvant loger jusqu'à quatre personnes et toutes pourvues de sanitaires complets, 27 d'entre elles sont des suites de luxe.

## Caractéristiques
À sa mise en service, le Splendid mesurait 188,15 mètres de long pour 27,60 mètres de large, son tirant d'eau était de 6,70 mètres. Sa jauge brute est de 32 731 UMS. Après sa jumboïsation en 1996, la longueur est augmentée et passe à 214,12 mètres, le tirant d'eau à 6,40 mètres et le tonnage à 39139 UMS. Le navire pouvait, à l'origine, embarquer 1 790 passagers et possédait un garage pouvant contenir 760 véhicules répartis sur 4 niveaux et accessible par trois portes-rampes arrières. Après les travaux de 1996, sa capacité commerciale est portée à 2 200 passagers et 1 010 véhicules. Il est entièrement climatisé. Il possède 4 moteurs diesel semi rapides Sulzer 8ZA40S, développant une puissance de 23 040 kW entraînant deux hélices à pales orientables Lips faisant filer le bâtiment à plus de 23 nœuds. Il est en outre doté d'un propulseur d'étrave et d'un stabilisateur anti-roulis à deux ailerons repliables. Le navire est pourvu de quatre embarcations de sauvetages fermées de grande taille, de nombreux radeaux de survie, une embarcation de secours et une embarcation semi-rigide complètent les dispositifs de sauvetage.

## Lignes desservies
Pour le compte de Grandi Navi Veloci, le Splendid a servi sur les lignes Gênes - Porto Torres et Gênes - Palerme au début de sa carrière. À partir de 2003, il est affecté sur les lignes internationales vers Tunis.
Depuis 2007, le navire est en service sur Civitavecchia - Palerme - Tunis ou Gênes - Tunis selon périodes.